# Comisión Jurídica Asesora

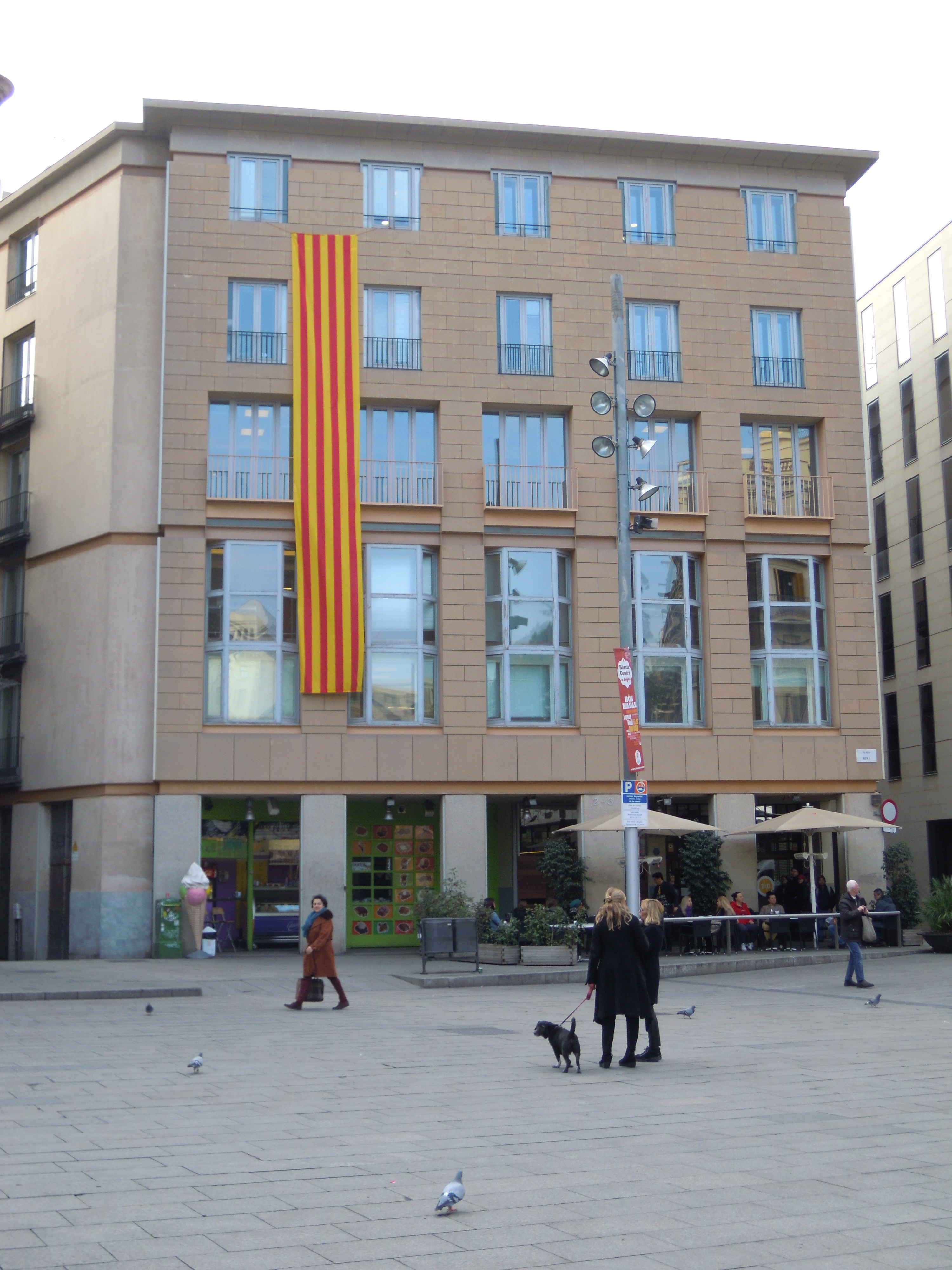
Comisión Jurídica Asesora. Plaza Nueva, 2-3, Barcelona.

La Comisión Jurídica Asesora es un órgano consultivo del Gobierno de la Generalidad de Cataluña, de acuerdo con el artículo 72.1 del Estatuto de autonomía de 2006, que ejerce sus funciones con autonomía orgánica y funcional, en garantía de su objetividad e independencia. Está integrada por quince juristas de reconocido prestigio en el ámbito profesional, científico o académico y que tengan vecindad administrativa en Cataluña, inamovibles durante su mandato. Se relaciona con el Gobierno mediante el departamento que el mismo Gobierno determine, que actualmente es el Departamento de la Presidencia de la Generalidad de Cataluña.
La Comisión Jurídica Asesora vela por la legalidad de la actuación de las diversas administraciones catalanas. La Administración de la Generalidad y los entes locales de Cataluña están obligados a pedir el parecer jurídico de la Comisión Jurídica Asesora en una serie de materias, antes de tomar la decisión correspondiente. En estos casos, el dictamen de la Comisión es de solicitud preceptiva. En otras materias las administraciones pueden solicitarle el dictamen potestativamente, es decir, son consultas facultativas (dictámenes de solicitud no preceptiva).
A todos los efectos, los dictámenes de la Comisión Jurídica Asesora no son vinculantes para las administraciones que los pidan. Aun así, la Administración que haya solicitado el dictamen, cuando se aparte del criterio de la Comisión  tiene que fundamentar los motivos. Por otro lado, de acuerdo con la Ley 5/2005, de 2 de mayo, de la Comisión Jurídica Asesora, esta tiene que responder a las consultas que el Gobierno o las administraciones, por medio del Gobierno, le dirijan (artículo 9.2 de la Ley) y también puede dirigir en el Gobierno las propuestas y las sugerencias que considere convenientes con relación al ordenamiento jurídico catalán, atendiendo los problemas que detecte en ejercicio de su función consultiva (artículo 9.3 de la Ley). En Cataluña, la Comisión Jurídica Asesora equivale y sustituye plenamente el Consejo de Estado, sin perjuicio de las funciones que corresponden al Consejo Consultivo previsto al artículo 41 del Estatuto de autonomía de 1979 y al Consejo de Garantías Estatutarias regulado a los artículos 76 y 77 del Estatuto de 2006. Como órgano consultivo de la Administración de la Generalidad y de los entes locales, la Comisión no atiende consultas jurídicas de los ciudadanos.
Sus dictámenes, desde el año 2000, se pueden encontrar al buscador de dictámenes del Portal Jurídico de Cataluña y se pueden consultar sus publicaciones y de otra información en la página web de la Comisión.

## Composición
La Comisión Jurídica Asesora es un órgano colegiado y está integrado por quince juristas catalanes de reconocido prestigio. Sus miembros son nombrados por el Gobierno de Cataluña para un periodo de seis años renovable un solo golpe, por tercios y cada dos años. Tienen la condición de miembros natos el director o la directora del Gabinete Jurídico de la Generalidad de Cataluña y el director o la directora del Instituto de Estudios del Autogobierno. El Gobierno nombra el presidente o la presidenta de la Comisión de entre los miembros electivos de esta. Los miembros de la Comisión solo  pueden perder la condición por las causas tasadas a la Ley 5/2005, de 2 de mayo, de la Comisión Jurídica Asesora, en garantía de su independencia y son los siguientes:
Presidente: Albert Lamarca i Marqués.
Miembros electivos: Ferran Badosa y Cuello, Maria Mercè Darnaculleta y Gardella, Marta Franch y Saguer, Alfredo Galán Galán, Marc Marsal y Ferret, Joan Labrador y Galtés,  Eva Pons y Parera,   Isabel Pont y Castejón,  Sonia Ramos y González, Lluís Saura y Lluvià, Joan Manuel Trayter y Jiménez y Antoni Vaquero Aloy.
Miembros natos: Francesc Esteve i Balagué (director del Gabinete Jurídico de la Generalidad de Cataluña) y Carles Viver Pi-Sunyer (director del Instituto de Estudios del Autogobierno).

## Anteriores presidentes
Anteriores presidentes de la Comisión Jurídica Asesora:
- Tomàs Font i Llovet (2005-2014).
- Josep-Enric Rebés i Solé (1995-2005).
- Josep M. Vilaseca i Marcet (1986-1995).
- Ramon Faus y Esteve (1979-1986).
- Joan Maluquer i Viladot  (1932-1936).